# 迪亞哥·伯尼塔
迪亞哥·安德烈斯·岡薩雷斯·伯尼塔（西班牙語：Diego Andrés González Boneta，1990年11月29日—）是一位墨西哥演員和歌手。因在 Netflix 傳記影集《路易斯米格爾：影集》(2018年) 中飾演路易斯·米格爾而聞名。也主演了浪漫喜劇電影《新娘之父》(2022年) 和《午夜》(2023年)。

## 早期生活
1990年11月29日出生於墨西哥城。兩位工程師的兒子，勞羅·岡薩雷斯 (Lauro González) 出生於墨西哥城，阿斯特麗德·博內塔 (Astrid Boneta) 出生於美國，擁有波多黎各和西班牙血統。有兩個兄弟姊妹：聖地牙哥和娜塔莉亞。儘管迭戈從未認識他的外祖父奧托·博內塔（Otto Boneta），一位作曲家和精神病學家，但迭戈相信他的音樂天賦。在洛杉矶、加利福尼亚州和墨西哥城長大。
能說流利的西班牙語和英語。擁有三個國籍，另外兩個來自美国和西班牙。

## 外部連結
- 官方网站 （英語）
- 官方网站 （西班牙語）
- Diego Boneta在互联网电影资料库（IMDb）上的資料（英文）